# Intégrité scientifique
L’intégrité scientifique ou intégrité de la recherche est une forme d’éthique qui s’intéresse aux meilleures pratiques ou aux normes de pratique professionnelle des chercheurs.
Introduit au XIXe siècle par Charles Babbage, le concept d’intégrité de la recherche a pris de l’importance à la fin des années 1970. Plusieurs scandales médiatisés aux États-Unis ont suscité d’intenses débats sur les normes éthiques des sciences et sur les limites de l’autorégulation par les communautés et institutions scientifiques. Après 1990, les autorités politiques ont surtout cherché à établir des codes de conduite et une définition formelle de la fraude scientifique. Au XXIe siècle, les codes de conduite portant sur l’intégrité de la recherche sont très répandus. Au-delà des initiatives institutionnelles ou nationales, les principaux textes internationaux sont la Charte européenne du chercheur (2005), la Déclaration de Singapour sur l’intégrité en recherche (2010), le Code de conduite européen pour l’intégrité en recherche (2011 et 2017) et les Principes de Hong Kong pour l’évaluation des chercheurs (2020).
La littérature scientifique sur l’intégrité de la recherche se décline en deux grands secteurs : l’établissement de définitions et de catégories, en particulier pour la fraude scientifique, et l’étude empirique des attitudes et pratiques des scientifiques. Après l’élaboration des codes de conduite, la taxonomie des usages contraires à l’éthique a été considérablement élargie, au-delà des formes de fraude scientifique connues depuis longtemps (plagiat, falsification et fabrication de résultats). La définition des pratiques de recherche douteuses et le débat sur la reproductibilité se focalisent également sur une zone grise de résultats scientifiques litigieux qui ne découlent pas nécessairement de manipulations volontaires.
L’impact concret des codes de conduite et des autres mesures adoptées pour garantir l’intégrité de la recherche demeure incertain. D’après plusieurs études de cas, si les principes des codes de conduite respectent des idéaux scientifiques communs, ils sont considérés comme éloignés des pratiques de travail réelles et leur efficacité est critiquée.
Après 2010, les débats sur l’intégrité de la recherche ont établi un lien de plus en plus étroit avec la science ouverte. Les codes de conduite internationaux et les législations nationales sur l’intégrité de la recherche considèrent officiellement le partage ouvert des productions scientifiques (publications, dates ou codes) comme un moyen de limiter les pratiques de recherche douteuses et d’améliorer la reproductibilité. Incidemment, les références à la science ouverte ont sorti le débat sur l’intégrité scientifique du cercle des communautés académiques, car il implique un lectorat scientifique de plus en plus vaste.

## Définition et historique
L’intégrité de la recherche (ou intégrité scientifique) est devenue un concept autonome au sein de l’éthique scientifique vers la fin des années 1970. Contrairement aux débats sur d’autres formes de comportements antiéthiques, celui sur l’intégrité de la recherche s’intéresse aux « délits sans victime » qui ne font que nuire à « la solidité des données scientifiques et à la confiance du public envers la science. » Les manquements à l’intégrité de la recherche incluent principalement « la fabrication de données, la falsification et le plagiat. » En ce sens, l’intégrité de la recherche concerne avant tout les processus internes de la science. Elle peut être considérée comme un phénomène communautaire devant être traité à l’abri des regards extérieurs : « L’intégrité de la recherche est définie et réglementée avec plus d’autonomie par la communauté, tandis que son éthique (encore une fois, dans une définition restrictive) est plus étroitement liée à la législation. »

### Émergence de la thématique (1970-1980)
Avant les années 1970, les questions éthiques concernaient majoritairement la conduite des expériences médicales, en particulier sur les sujets humains. En 1803, le code de Thomas Percival posait les bases morales du traitement expérimental. Il fut « enrichi assez régulièrement » au cours des siècles suivants, notamment par Walter Reed en 1898 et le Code de Berlin en 1900. Après la Seconde Guerre mondiale, les expérimentations menées par les nazis sur des cobayes humains ont entraîné la création de codes internationaux d’éthique de la recherche largement reconnus, par exemple le Code de Nuremberg (1947) ou la Déclaration d’Helsinki de l’Association médicale mondiale.
Selon Kenneth Pimple, Charles Babbage fut le premier auteur à pointer la question particulière de l’intégrité scientifique. Dans Réflexions sur le déclin de la science en Angleterre et sur ses causes, publié en 1830, Babbage identifiait quatre catégories de fraudes scientifiques depuis la falsification pure et simple jusqu’à différents degrés d’arrangements ou de torture des données et des méthodes.
Plusieurs facteurs ont fait de l’intégrité de la recherche un sujet de débat majeur dans les sciences biologiques après 1970 : le développement de méthodes avancées d’analyse des données, la pertinence économique croissante de la recherche fondamentale et l’intérêt accru des agences fédérales de financement dans le contexte de la Big Science. En 1974, l’incident de la « souris truquée » focalisa l’attention médiatique comme jamais auparavant : William Summerlin avait dessiné au marqueur un point noir sur une souris pour attester de la réussite d’un traitement. Entre 1979 et 1981, plusieurs cas majeurs de fraude scientifique et de plagiat ont fait réfléchir les chercheurs et les décideurs politiques aux États-Unis avec pas moins de quatre supercheries majeures dévoilées au cours de l’été 1980.
À l’époque, « la communauté scientifique réagissait aux cas de "fraude scientifique" (comme on l’appelait souvent) en assénant qu’ils étaient rares et que ni les erreurs ni les tromperies ne pouvaient rester longtemps cachées puisque la science était par nature capable de s’autocorriger. » Un journaliste de Science, William Brad, prit le contre-pied de cette affirmation et sa contribution à la question de l’intégrité de la recherche fit autorité. En réponse au Comité de la science et de la technologie de la Chambre des représentants des États-Unis, il souligna que « la tricherie dans la science n’avait rien de nouveau » mais que, jusqu’à récemment, elle « avait été traitée comme une affaire interne ».
Dans l’enquête détaillée Betrayers of Science (« Traitres à la science ») cosignée avec Nicholas Wade, Brad décrit la fraude scientifique comme un problème structurel : « Alors que de plus en plus de cas de fraude ont été révélés au grand public (…) nous nous sommes demandé s’il s’agissait vraiment d’un fait anecdotique plus ou moins régulier dans le paysage scientifique (…) La logique, la réplication, l’évaluation par les pairs, tout cela a été contourné avec succès par les faussaires, souvent pendant de longues périodes. » Avant lui, d’autres analyses de la systématicité des fraudes scientifiques présentaient un tableau plus nuancé. Pour Patricia Wolff, outre quelques manipulations évidentes, il existait de nombreuses zones grises dues à la complexité de la recherche fondamentale : « Les frontières entre l’autotromperie flagrante, la négligence coupable, la fraude et l’erreur proprement dite peuvent être très floues. » Comme on pouvait s’y attendre, le débat a entraîné un réexamen des pratiques scientifiques passées. En 1913, une expérience scientifique bien connue sur la charge électronique menée par Robert Millikan reposait explicitement sur l’abandon des résultats en désaccord avec la théorie de départ : à l’époque bien accueilli, ce travail a fini par être considéré comme un exemple type de manipulation scientifique dans les années 1980.

### Formalisation de l’intégrité de la recherche (1990-2020)
À la fin des années 1980, l’ampleur des scandales de fraude et le renforcement de la vigilance politique et publique ont placé les scientifiques en position délicate aux États-Unis et ailleurs : « Le ton des audiences de surveillance du Congrès américain présidées en 1988 par le représentant démocrate du Michigan John Dingell, qui enquêtait sur l’attitude des institutions de recherche face aux accusations de fraude, renforça de nombreux scientifiques dans l’idée qu’eux-mêmes et la recherche scientifique étaient la cible de toutes les critiques. » La principale réponse fut procédurale : l’intégrité de la recherche « a été définie dans de nombreux codes de conduite établis par domaine, aussi bien à l’échelle nationale qu’internationale. » Cette démarche politique émanait en grande partie des communautés de recherche, des bailleurs de fonds et des administrateurs scientifiques. Aux États-Unis, le Service de santé publique et la Fondation nationale pour la science ont adopté des « définitions similaires de la fraude scientifique » en 1989 et 1991. Les concepts d’intégrité de la recherche et, à l’inverse, de fraude scientifique, étaient particulièrement importants pour les organismes de financement. En effet, ils ont permis de « délimiter les pratiques en lien avec la recherche qui [méritaient] une intervention », le manque d’intégrité ayant conduit à des recherches non seulement contraires à l’éthique mais aussi inefficaces, les fonds avaient tout intérêt à être réaffectés autrement.
Après 1990, ce fut une « véritable explosion des codes de conduite scientifiques. » En 2007, l’OCDE publia un rapport sur les meilleures pratiques afin de promouvoir l’intégrité scientifique et de prévenir la fraude (Forum mondial de la science). Les principaux textes internationaux incluent :
- La Charte européenne du chercheur (2005)
- La Déclaration de Singapour sur l’intégrité en recherche (2010)[13]
- Le Code de conduite européen pour l’intégrité en recherche de l’ALLEA (All European Academies) et de la Fondation européenne de la science (FES) (2011, révisé en 2017[14] et en 2023[15]).

Il n’existe pas d’estimation du nombre total de codes de conduite en lien avec l’intégrité de la recherche .Un projet de l’UNESCO, l’Observatoire mondial de l’éthique (inaccessible depuis 2021), référençait 155 codes de conduite mais notait que « ce n’est probablement qu’une fraction des codes produits ces dernières années. » Les codes ont été créés dans des contextes très divers, et tant leur échelle que leurs ambitions varient fortement : en marge des codes nationaux, il existe des codes pour les sociétés scientifiques, les institutions ou les services de R&D. Même si ces textes normatifs partagent souvent un faisceau commun de principes, « la fragmentation, le manque d’interopérabilité et les différences d’interprétation des termes clés » suscitent des inquiétudes croissantes.

## Taxonomie et classification
Dans les codes de conduite, l’intégrité de la recherche est généralement définie en négatif : l’accumulation de normes vise à identifier les différents types de recherche contraire à l’éthique et de fraude scientifique avec des degrés de gravité variables. La multiplication des codes de conduite s’est accompagnée d’un élargissement de leur champ d’application. Alors que le débat initial portait sur « les trois péchés capitaux de la recherche scientifique et universitaire : la fabrication, la falsification et le plagiat », il a fini par s’étendre aux « manquements moindres à l’intégrité de la recherche. »
En 1830, Charles Babbage introduisit la première taxonomie des fraudes scientifiques qui regroupait déjà certaines pratiques de recherche douteuses : le canular (une fraude volontaire « tout sauf justifiable ») la contrefaçon (« le faussaire étant celui qui, soucieux d’acquérir une réputation scientifique, consigne des observations qu’il n’a jamais faites »), la taille (qui « consiste à supprimer ici et là de petits éléments d’observations qui s’écartent le plus de la moyenne ») et la torture des données. Cette dernière pratique est la cible principale de Babbage qui y voit « un art aux formes diverses dont l’objet est de donner à des observations ordinaires l’aspect et le caractère de celles ayant le plus haut degré de précision. » Elle relève de plusieurs sous-catégories telles que la sélection des données (« sur cent observations, "le tortionnaire" sera très malchanceux s’il ne parvient pas à en retenir cinquante ou vingt pour servir son point de vue ») le choix du modèle ou de l’algorithme (« une autre recette répandue consiste à calculer [les données] via deux formules distinctes ») ou l’utilisation de constantes différentes.
À la fin du XXe siècle, cette classification s’est considérablement élargie pour venir englober des phénomènes plus divers que la fraude intentionnelle. Avec la formalisation de l’intégrité de la recherche, le vocabulaire et les concepts qui y sont associés ont connu un changement structurel. À la fin des années 1990, l’usage de l’expression fraude scientifique (scientific fraud) fut découragée aux États-Unis au profit d’un « terme semi-légal » : l'inconduite scientifique (scientific misconduct). Le périmètre de la fraude scientifique est vaste : outre la fabrication de données, la falsification et le plagiat, elle inclut « d’autres irrégularités graves » manifestement commises de mauvaise foi. Le concept parent de « pratiques de recherche douteuses », introduit pour la première fois dans un rapport de 1992 du Comité des sciences, de l’ingénierie et des politiques publiques (COSEPUP), est encore plus large puisqu’il englobe aussi les manquements potentiellement involontaires (comme les insuffisances dans le processus de gestion des données de recherche). En 2016, une étude a identifié pas moins de 34 pratiques de recherche douteuses ou « degrés de liberté » susceptibles d’intervenir à toutes les étapes du projet (hypothèse initiale, méthodologie de l’étude, collecte des données, analyse et compte rendu).
Dans ce contexte, l’institut de recherche et d'action sur la fraude et le plagiat académiques, fondé à Genève en 2016, s’est spécialisé dans l’analyse et la médiation des cas de fraude et de plagiat dans l’enseignement supérieur et la recherche. L’IRAFPA s’appuie sur l’idée que les atteintes à l’intégrité constituent un « fait social total », requérant une approche interdisciplinaire et collaborative. Au-delà des expertises visant à clarifier la nature de la fraude (analyses factuelles, évaluation des conséquences sur la « société du savoir »), il a introduit un cadre méthodologique qui associe la recherche théorique (philosophie, sociologie, droit, sciences de l’éducation, etc.) et la pratique de terrain (médiation, formation, certifications). De ces travaux a émergé un champ se revendiquant comme « sciences de l’intégrité », qui propose des grilles d’analyse et des concepts (p. ex. « cultures de l’intégrité » ou « responsabilités sociétales académiques ») afin de tenter de mieux comprendre, prévenir et traiter les inconduites scientifiques.
Après 2005, la notion d’intégrité de la recherche a été redéfinie afin de tirer les enseignements de la crise de la reproductibilité. Les études sur le sujet laissent apparaître un continuum entre l’irreproductibilité, les pratiques de recherche douteuses et la fraude scientifique : « En plus d’être une question scientifique, la reproductibilité est aussi une question éthique. Lorsque les scientifiques ne parviennent pas à reproduire un résultat de recherche, ils peuvent soupçonner une fabrication ou une falsification de données. » Dans ce contexte, les débats éthiques se concentrent moins sur quelques scandales très médiatisés que sur des soupçons de violation d’un processus scientifique standard incapable de satisfaire ses propres exigences.
L'intégrité scientifique diffère de l'éthique de la recherche, qui s'attache aux grandes questions que posent les progrès de la science et leurs répercussions sociétales. L'intégrité scientifique relève plutôt de la déontologie du métier de chercheur. L'ensemble éthique-déontologie-intégrité, trois registres de bonnes pratiques, et donc de responsabilités fortement imbriqués, contribue au déploiement d'une activité de recherche responsable,

## Problématiques actuelles

### Prévalence des questions éthiques
En 2009, une méta-analyse de 18 enquêtes estimait que moins de 2 % des scientifiques « admettaient avoir au moins une fois fabriqué, falsifié ou modifié des données ou des résultats ». La prévalence réelle pourrait être sous-estimée du fait de l’autodéclaration par les chercheurs : concernant « le comportement des collègues, le taux d’admission était de 14,12 %. » Plus d’un tiers des personnes interrogées ayant admis les avoir utilisées au moins une fois, les pratiques de recherche douteuses sont plus répandues/ Une vaste enquête menée en 2021 aux Pays-Bas auprès de 6 813 personnes a révélé des estimations nettement plus élevées, 4 % des répondants s’étant livrés à la fabrication de données et plus de la moitié à des pratiques de recherche douteuses. Les taux plus élevés peuvent être attribués soit à une détérioration des normes déontologiques, soit à « une meilleure sensibilisation à l’intégrité de la recherche au cours des dernières années. » Les records de fraude scientifique autodéclarée sont observés en médecine et en sciences de la vie, avec aux Pays-Bas jusqu’à 10,4 % des personnes interrogées qui ont admis une fraude scientifique (fabrication ou falsification des données).
D’autres formes de fraude scientifique ou de pratiques de recherche douteuses sont à la fois moins problématiques et bien plus répandues. Une enquête réalisée en 2012 auprès de 2 000 psychologues a révélé que « la proportion de personnes interrogées qui [s’étaient] livrées à des pratiques douteuses était étonnamment élevée », avec notamment la création de compte rendus sélectifs. D’après une enquête menée en 2018 auprès de 807 chercheurs en écologie et biologie de l’évolution, 64 % « n’ont rapporté aucun résultat car ils n’étaient pas statistiquement significatifs », 42 % ont décidé de collecter des données supplémentaires « après avoir vérifié si les résultats étaient statistiquement significatifs » et 51 % « ont présenté une conclusion inattendue comme s’ils en avaient émis l’hypothèse dès le départ. » Puisque relevant d’autodéclarations, ces chiffres sont susceptibles d’être sous-estimés. Les pratiques de recherche douteuses pourraient donc être encore plus fréquentes.

### Mise en œuvre et évaluation des codes de conduite
Plusieurs études de cas et analyses rétrospectives ont été consacrées à l’accueil des codes de conduite par les communautés scientifiques. Elles indiquent souvent un décalage entre les normes théoriques et la « moralité des chercheurs dans la vie pratique. »
En 2004, Caroline Whitbeck soulignait que l’application de quelques règles formelles n’avait globalement pas réussi à enrayer « l’érosion ou la désagrégation » structurelle de la confiance scientifique. En 2009, Schuurbiers, Osseweijer et Kinderler ont mené une série d’entretiens à la suite de l’adoption en 2005 du code de conduite néerlandais sur l’intégrité de la recherche. La plupart des répondants ne connaissaient ni le code ni aucune autre recommandation éthique. Même si les principes « paraissaient refléter assez bien les normes et les valeurs scientifiques », ils semblaient diverger des pratiques de travail réelles, ce qui pouvait « conduire à des situations moralement complexes. » Les personnes interrogées critiquaient également la philosophie individualiste sous-jacente du code, qui rejetait toute la faute sur le chercheur sans tenir compte des paramètres institutionnels ou communautaires. En 2015, une enquête menée aux États-Unis auprès de « 64 professeurs d’une grande université du sud-ouest […] a produit des résultats similaires » : une part importante des répondants ne connaissait pas les règles éthiques en vigueur, et la communication restait médiocre,. En 2019, une étude de cas portant sur des universités italiennes a noté que la prolifération des codes de recherche « est de nature réactive parce que les codes d’éthique sont élaborés à la suite de scandales. Ils sont donc punitifs et négatifs, avec des listes d’interdictions. »
L’identité professionnelle peut être plus fortement impactée par les codes de conduite sur l’intégrité de la recherche. Le développement de codes de recherche a été assimilé à un accaparement des questions d’intégrité de la recherche par les cercles sociaux scientifiques et apparentés – avec des résultats contestés, ce qui en a fait une forme typique de gouvernance en « club du savoir ». Contrairement à bien d’autres questions éthiques susceptibles de s’inscrire dans des débats sociaux de portée plus générale (comme l’égalité des sexes), l’intégrité de la recherche relève d’une forme d’éthique professionnelle comparable à la déontologie des journalistes ou des professionnels de la santé. À ce titre, elle ne se contente pas de créer un cadre moral commun, mais elle « justifie l’existence d’une profession à part entière. » Si l’impact des codes de conduite sur les pratiques éthiques de terrain reste difficile à évaluer, ils ont un impact plus mesurable sur la professionnalisation de la recherche en transformant des normes et des usages informels en principes prédéfinis : « Les codes en général sont soutenus par ceux qui les voient comme un moyen d’encourager la professionnalisation des biologistes (en tant que première étape possible vers l’introduction d’une licence professionnelle) et par ceux qui les plébiscitent afin de prévenir toute autre réglementation. »

## Initiatives

### Au niveau mondial
En 1992 se crée la première structure consacrée à l'intégrité scientifique : le United States Office of Research Integrity (ORI) (en).
En 2007 l'OCDE publie un rapport sur les meilleures pratiques pour promouvoir l’intégrité scientifique et prévenir les méconduites scientifiques (Global Science Forum).
Principaux textes internationaux dans ce domaine :
- La Charte européenne du chercheur (2005)
- La déclaration de Singapour sur l'intégrité scientifique (2010)[49]
- Le Code de conduite européen pour l’intégrité en recherche de All European Academies (ALLEA) et la Fondation Européenne pour la science (FSE) (2011[50] révisé en 2017[51],[52] et en 2023[15]).

Les Conférences mondiales sur l'intégrité scientifique (World conferences on research integrity, WCRI) constituent le principal espace de débat international sur le sujet, notamment autour de conférences bisannuelles (Lisbonne 2007, Singapour 2010, Montréal 2013, Rio de Janeiro 2015, Hong Kong 2019, Cape Town 2022, Athènes 2024, Vancouver 2026).

### En Europe
Le Code de conduite européen pour l’intégrité en recherche, publié en 2011 et révisé en 2017, développe la notion d'intégrité scientifique sur quatre axes principaux :
- Fiabilité : concerne la qualité, la reproductibilité de la recherche.
- Honnêteté : concerne la transparence, l'objectivité de la recherche.
- Respect : de l'environnement humain, culturel et écologique de la recherche.
- Responsabilité : concerne les implications de la publication de la recherche.

Les bureaux nationaux consacrés à l'intégrité scientifique mutualisent leurs efforts dans un réseau européen, ENRIO (European network of research integrity offices), qui regroupe 33 membres issus de 24 pays.

### En France
Selon une analyse basée sur les données (incomplètes) remontées de 2022-2023 des établissements d'enseignement supérieur et de recherche publique, 130 manquements à l'intégrité scientifique ont été relevés durant cette période, avec en premier des conflits sur le nom de l'auteur, puis des cas de plagiat et de falsification.

#### 1999: l'Inserm crée une délégation
L'Inserm a été le premier établissement de recherche de recherche français à se doter d'une délégation à l'intégrité scientifique, dès 1999 à la suite d'une suspicion de fraude touchant une de ses équipes.

#### 2010: le rapport Alix
Le rapport Alix, "Renforcer l'intégrité de la recherche en France", est le premier document à faire le point de la situation en France, ainsi que des propositions d'évolution organisées en 8 recommandations. Rendu en 2010 à la ministre Valérie Pécresse, il n'est suivi que de peu d'effets pendant plusieurs années; quelques établissements commencent toutefois à s'organiser en leur sein, dans le sillage de l'Inserm.

#### 2015: la charte de déontologie des métiers de la recherche
En janvier 2015 a été signée une "Charte nationale de déontologie des métiers de la recherche" par la conférence des présidents d'université et les principaux organismes de recherche et instituts. Depuis, la charte constitue le texte fondateur du dispositif national en matière d'intégrité scientifique.
En quelques années, cette charte a été ratifiée par la majorité des établissements de recherche et d'enseignement supérieur français.
Au sein de ces établissements, des « référents à l'intégrité scientifique » veillent à la promotion de la charte et à sa bonne mise en œuvre (formation des personnels, dispositions de politique générale de l'établissement favorables à l'intégrité scientifique, définition et mise en place de procédures de traitement des signalements de manquement à l’intégrité scientifique, etc.). Alors que seuls quatre établissements avaient nommé un référent à l'intégrité scientifique début 2015, ils sont plus de 180 en 2025.
En outre, de nombreux praticiens de l'intégrité scientifique, notamment des référents à l’intégrité scientifique, ont mutualisé leurs efforts et leurs expériences, dans un premier temps, au sein d'un réseau national informel et, depuis 2023, d’une association (RESINT – Réseau intégrité scientifique).

##### Le cas du CNRS
Signataire fondateur de la charte dès 2015 mais ébranlé depuis par une série d'affaires médiatisées et qui ont conduit à plusieurs rétractations d'articles, touchant successivement un chercheur, la directrice scientifique de celui-ci puis la présidente par intérim, le CNRS a annoncé son dispositif consacré à l'intégrité scientifique fin 2018, à l'initiative de son nouveau président Antoine Petit. Le dispositif est articulé avec ceux consacrés à la déontologie et au lancement d'alertes.

#### 2016: le rapport Corvol
En 2016, Thierry Mandon, récemment nommé Secrétaire d'État chargé de l'Enseignement supérieur et de la Recherche, prend acte de l'adoption croissante de la charte et charge Pierre Corvol de "proposer des mesures opérationnelles pour renforcer encore l'intégrité scientifique en France". Le rapport Corvol, “Bilan et propositions de mise en œuvre de la charte nationale d'intégrité scientifique“, lui a été remis quelques mois plus tard,. Il se focalise sur les questions propres à l'activité de recherche (l'intégrité scientifique à proprement parler), laissant celles qui concernent les conflits d'intérêts –très présentes dans la charte– à la révision en cours simultanément de la loi Le Pors portant droits et obligations des fonctionnaires.
Les 16 propositions du rapport Corvol ont permis de nombreuses dispositions concrètes pour l'intégrité scientifique et la lutte contre la fraude scientifique en France,, notamment à la suite de la lettre circulaire adressée par le Secrétaire d'État à tous les opérateurs de recherche : cadre sémantique, mise à disposition de ressources partagées, formation des doctorants, conditionnement des financements de la recherche, prise en compte dans l'évaluation, création de l'Office Français de l'Intégrité Scientifique (OFIS).
2017 : l'Ofis (Office français de l'intégrité scientifique)
L'Ofis a été créé en mars 2017 sous forme d'un nouveau département au sein du Haut Conseil de l'évaluation de la recherche et de l'enseignement supérieur (Hcéres) pour mettre en œuvre les missions en matière d’intégrité scientifique confiées à cette autorité publique indépendante. L’Ofis est également doté d’un conseil d’orientation composé de 12 membres, pour une durée de 4 ans.
L’Ofis déploie ses actions selon trois axes:
· Observatoire : l’Ofis tient à jour l’annuaire national des référentes et référents à l’intégrité scientifique et produit tous les deux ans, depuis 2024, une synthèse de l’avancement des politiques développées par les établissements. L’Ofis réalise également des enquêtes afin de mieux caractériser les évolutions du paysage de l’intégrité scientifique.
· Ressources : l’Ofis met à disposition de tous les acteurs et actrices des outils pour former, sensibiliser et promouvoir l’intégrité scientifique. Il diffuse aussi des états des lieux de la recherche sur des thèmes spécifiques (e.g. les revues prédatrices) et sur les nouveaux enjeux soulevés en matière d’intégrité scientifique par les évolutions des pratiques de recherche : science ouverte, sciences participatives, big data, LLM/IA, etc.
· Animation et prospective : l’Ofis organise des colloques, pilote des groupes de réflexion chargés de produire des analyses, avis et propositions, susceptibles notamment d’éclairer le législateur et les pouvoirs publiques. Il réunit notamment chaque année l’ensemble des référentes et référents à l’intégrité scientifique pour une demi-journée d’échanges sur l’actualité dans le domaine. L'Ofis entretient et met à jour une bibliothèque virtuelle consacrée aux questions d'intégrité scientifique. Il organise tous les deux ans un colloque sur l'intégrité scientifique,.
L'Ofis représente la France dans le réseau européen ENRIO (European network of research integrity offices).
Il est important de noter que la mission de l’Ofis ne comprend pas le traitement de dossiers individuels, qui est de la responsabilité des établissements de recherche. Le périmètre de compétence de l'Ofis n'empiète pas non plus sur celui du collège de déontologie du ministère de la recherche, chargé de la bonne mise en œuvre de la loi Le Pors et notamment de l'évitement et de la gestion des conflits d'intérêts.
L’intégrité scientifique dans la loi
En décembre 2020, l'intégrité scientifique est pour la première fois inscrite dans un texte de loi. Elle entre dans le code de la recherche, qui définit le périmètre de l'intégrité scientifique, les établissements et les organismes concernés ainsi que les missions du Hcéres en ce domaine. Cette évolution législative fait suite aux recommandations d’un rapport sur l’intégrité scientifique élaboré par le député Pierre Henriet et le sénateur Pierre Ouzoulias au nom de l'Office parlementaire d'évaluation des choix scientifiques et technologiques,.
En 2023, les dispositions d’application, qui désignent l’Ofis pour la mise en œuvre des missions du Hcéres, sont intégrées dans la partie réglementaire du code de la recherche. Les établissements et organismes concernés ont l’obligation de désigner un référent à l’intégrité scientifique, qui a notamment pour mission d’instruire les signalements de manquement.

## Intégrité de la recherche et science ouverte
Dans les années 2000 et 2010, la notion d’intégrité scientifique s’est progressivement imprégnée des principes de la science ouverte et du meilleur accès aux publications scientifiques. Le débat sur la reproductibilité de la recherche a amplement contribué à cette évolution. Même s’il n’est pas explicitement mentionné dans l’essai fondateur de John Ioannidis Why Most Published Research Findings Are False (Pourquoi la plupart des résultats de recherche scientifique publiés sont faux), le partage des données figure maintenant parmi les recommandations majeures, comme dans les lignes directrices TOP, pour améliorer la reproductibilité de la recherche.

### Éthique de la science ouverte
Les principes éthiques qui sous-tendent la science ouverte existaient avant le développement d’un mouvement organisé en sa faveur. En 1973, Robert K. Merton a théorisé un éthos de la science normatif structuré autour d’une « norme de divulgation ». Cette règle « était loin d’être universellement acceptée » dans les premiers temps des communautés scientifiques, et elle constitue encore « l’un des nombreux préceptes ambivalents de l’institution scientifique. » La divulgation des résultats de la recherche était contrebalancée par les contraintes de publication et d’évaluation qui avaient tendance à en ralentir le processus. Au début des années 1990, la norme de divulgation fut rebaptisée norme d’ouverture ou de science ouverte.
Les premiers mouvements en faveur du libre accès et de la science ouverte sont apparus notamment en réaction au modèle des grandes entreprises qui réussit à dominer l’édition scientifique après la Seconde Guerre mondiale. La science ouverte n’a pas été imaginée comme une transformation radicale de la communication scientifique, mais comme la mise en œuvre de principes fondamentaux déjà visibles au début de la révolution scientifique des XVIIe et XVIIIe siècles : l’autonomie et l’autogouvernance des communautés scientifiques ainsi que la divulgation des résultats de la recherche.
Depuis 2000, le mouvement de la science ouverte dépasse la question de l’accès aux productions scientifique (publications, données ou logiciels) pour englober tout le processus de recherche. La crise de la reproductibilité a joué un rôle déterminant dans cette évolution, car elle a déplacé les débats sur la définition de la science ouverte au-delà de l’édition scientifique. En 2018, Vicente-Saez et Martinez-Fuentes ont tenté de cartographier la littérature scientifique anglophone indexée dans Scopus et Web of Science pour identifier les valeurs communes aux définitions standard de la science ouverte. L’accessibilité n’est plus la principale dimension de la science ouverte, car elle s’est assortie d’engagements plus récents en faveur de la transparence, du travail collaboratif et de l’impact social. Ces multiples dimensions conceptuelles « englobent les tendances émergentes de la science ouverte, par exemple le code ouvert, les livres de codage ouverts, les cahiers de laboratoire ouverts, les blogues scientifiques, les bibliographies collaboratives, la science citoyenne, l’évaluation par les pairs ouverte ou le pré-enregistrement. »
Ce processus a permis à la science ouverte de se structurer de plus en plus autour d’un ensemble de principes déontologiques : « De nouvelles pratiques de science ouverte se sont développées parallèlement à des formes inédites d’organisation pour la conduite et le partage de la recherche au moyen de référentiels ouverts, de laboratoires physiques ouverts et de plateformes de recherche transdisciplinaires. Cet ensemble de pratiques et de formes d’organisation nouvelles vient enrichir l’éthos de la science dans les universités. »

### Codification de l’éthique de la science ouverte
Jusqu’aux années 2010, la création de recommandations appliquées à partir des valeurs éthiques de la science ouverte était surtout l’œuvre d’initiatives institutionnelles et communautaires. Les lignes directrices TOP (Top Guidelines) furent élaborées en 2014 par un comité pour la promotion de la transparence et de l’ouverture composé de « responsables disciplinaires, rédacteurs en chef de revues, représentants d’organismes de financement et experts principalement issus des sciences sociales et comportementales. » Elles s’appuient sur huit normes, avec différents niveaux de conformité. En dépit de leur modularité, les normes ont aussi pour but la mise en place d’un éthos de la science cohérent, car « elles se complètent mutuellement, puisque l’engagement en faveur d’une norme peut faciliter l’adoption des autres. » Pour chaque norme, le niveau de conformité le plus élevé associe les exigences suivantes :
- Normes de citation (1), avec « une citation appropriée des données et du matériel » pour chaque publication[93].
- Transparence des données (2), Transparence des méthodes d’analyse (3) et Transparence du matériel de recherche (4), avec la totalité des données, du code et du matériel de recherche pertinents conservée dans un « site de confiance », et toutes les analyses reproduites de manière indépendante avant la publication[93].
- Transparence de la méthodologie et de l’analyse (5), avec des normes spécifiques pour « l’évaluation et la publication[93]. »
- Pré-enregistrement des études (6) et Pré-enregistrement des plans d’analyse (7), avec des publications fournissant « un lien et un badge dans l’article pour répondre aux exigences[93]. »
- Réplication (8), avec la revue qui utilise les « Rapports enregistrés comme option de soumission pour les études de réplication avec évaluation par les pairs[93]. »

En 2018, Heidi Laine tenta d’établir une liste quasi-exhaustive des « principes éthiques associés à la science ouverte. »
| Activité scientifique | Principe de la science ouverte                | Singapore Statement (2010)                   | Montreal Statement (2013)                    | Finnish Code of conduct (2012)               | European Code of conduct (2017)              |
| Activité scientifique | Principe de la science ouverte                | (Intitulés complets dans le texte ci-contre) | (Intitulés complets dans le texte ci-contre) | (Intitulés complets dans le texte ci-contre) | (Intitulés complets dans le texte ci-contre) |
| --------------------- | --------------------------------------------- | -------------------------------------------- | -------------------------------------------- | -------------------------------------------- | -------------------------------------------- |
| Publication           | Libre accès                                   | Requis                                       | Requis                                       | Requis                                       | Requis                                       |
| Données               | Données scientifiques ouvertes                | Partiellement requis                         | Mention/encouragement                        | Mention/encouragement                        | Requis                                       |
| Méthodes de recherche | Reproductibilité                              | Mention/encouragement                        | Mention/encouragement                        | Mention/encouragement                        | Requis                                       |
| Évaluation            | Évaluation ouverte                            | Pas de mention                               | Pas de mention                               | Pas de mention                               | Pas de mention                               |
| Collaboration         | Science citoyenne, Collaboration ouverte      | Pas de mention                               | Pas de mention                               | Pas de mention                               | Pas de mention                               |
| Communication         | Science citoyenne, Communication scientifique | Mention/encouragement                        | Pas de mention                               | Mention/encouragement                        | Mention/encouragement                        |

Cette catégorisation doit composer avec la diversité des approches et des valeurs associées au mouvement de la science ouverte ainsi qu’avec leur évolution. En effet, « la définition de ce terme restera probablement mouvante, comme avec toute tentative de désigner par un terme unique un système complexe de pratiques, de valeurs et d’idéologies. » Laine a identifié des différences notables d’assimilation des principes de la science ouverte au sein de quatre textes majeurs en lien avec l’intégrité de la recherche : la Déclaration de Singapour sur l’intégrité en recherche (2010), la Déclaration de Montréal sur l’intégrité de la recherche collaborative transfrontalière (2013), le code Responsible Conduct of Research and Procedures for Handling Allegations of Misconduct in Finland (Conduite responsable de la recherche et procédures de traitement des allégations de fraude en Finlande) (2012) et le Code de conduite européen pour l’intégrité en recherche (2017). L’accès aux publications de recherche est recommandé dans les quatre codes. L’intégration du partage de données et des pratiques de reproductibilité est moins évidente. Elle varie d’une approbation tacite à un soutien détaillé dans le Code de conduite européen : « Le Code européen accorde presque autant d’attention à la gestion des données qu’à la publication. En ce sens également, il reste le plus avancé des quatre textes. » Pourtant, des aspects fondamentaux de la science ouverte sont systématiquement ignorés, en particulier le développement d’infrastructures scientifiques ouvertes, la transparence accrue du processus d’évaluation, le soutien à la science citoyenne et le renforcement de l’impact social. Comme l’observe Laine, globalement « aucun des codes de conduite évalués n’est en contradiction flagrante avec les principes éthiques de la science ouverte, mais seul le Code de conduite européen peut être considéré comme un soutien actif et un pourvoyeur de lignes directrices en faveur de la science ouverte. »
Après 2020, de nouvelles formes de codes de conduite pour la science ouverte ont explicitement prétendu « favoriser l’éthos des pratiques scientifiques ouvertes. » Adoptés en juillet 2020, les Principes de Hong Kong pour l’évaluation des chercheurs reconnaissent la science ouverte comme l’un des cinq piliers de l’intégrité scientifique : « Il semble évident que les différentes modalités de la science ouverte doivent être récompensées dans l’évaluation des chercheurs, car ces comportements augmentent fortement la transparence, qui est un principe fondamental de l’intégrité de la recherche. »

#### Débats autour de la Science ouverte dans les Sciences Humaines et Sociales
Dans le domaine des Sciences Humaines et Sociales, la nécessaire formalisation des codes de conduite et des procédures d'approbation des protocoles de recherche se double souvent d'une exigence de réflexivité (appliquer les outils de l'analyse à son propre travail, et intégrer sa propre personne dans son sujet d'étude) afin de veiller à la prise en compte des multiples paramètres sociaux et politiques liés aux recherches. En particulier, l'ouverture des données de la recherche se présente de façon très différente d'un domaine disciplinaire à un autre.

### Intégrité de la recherche et société
Même s’il subsiste une continuité entre les normes procédurales des codes de conduite et les valeurs de la science ouverte, cette dernière a considérablement modifié le cadre et le contexte du débat éthique. En théorie, un partage universel des productions scientifiques ouvertes est possible : leur diffusion n’est pas soumise aux contraintes du modèle classique d’adhésion à un club du savoir. Les implications sont également plus vastes, puisque les usages abusifs potentiels des publications scientifiques ne se limitent plus aux professionnels de la science. La différence était déjà visible à la fin des années 2000, même si on utilisait pour la qualifier « plusieurs expressions à la mode » : dans une étude de cas sur la mise en œuvre du code de conduite néerlandais, Schuubiers, Osseweijer et Kinderlerer identifiaient déjà une « évolution des pratiques », désignée « par de multiples appellations, comme la science de mode 2, la science post-normale ou la science post-académique », qui vient affecter de nombreux domaines tels que l’évolution technologique dans la gestion de la recherche, la plus forte implication des acteurs privés, l’innovation ouverte ou le libre accès. Ces tendances structurelles n’étaient pas bien prises en compte dans les codes de conduite existants.
Dans les années 1990 et 2000, les débats sur l’intégrité de la recherche se sont de plus en plus professionnalisés et détachés de l’espace public. La transition vers la science ouverte pourrait contredire cette tendance, puisque l’éventail des acteurs concernés et des réutilisateurs potentiels de la production scientifique s’est étendu bien au-delà des cercles universitaires professionnels. En 2018, Heidi Laine soulignait que les codes de conduite en vigueur n’avaient pas encore franchi cette étape décisive : « Le seul aspect où même le Code européen pèche dans la reconnaissance pleine et entière de la science ouverte, c’est son incapacité à soutenir la science citoyenne, la collaboration ouverte et la communication scientifique pour franchir la frontière séculaire qui limite la communauté de la recherche aux seuls professionnels. » En négligeant d’intégrer ce nouvel environnement, les codes de conduite risquent de se déconnecter de plus en plus de la réalité des pratiques scientifiques :
« 
Si les aspects éthiques de la science ouverte continuent d’être ignorés dans les réflexions et les lignes directrices des codes de conduite pour une recherche responsable (CCRR), la communauté de la recherche risque de perdre sur les deux fronts : la science ouverte et l’intégrité de la recherche. La science ouverte relève autant de l’éthique et des valeurs que de la technologie. Il s’agit avant tout du rôle de la science dans la société. Peut-être ce débat sur les valeurs est-il le plus exhaustif que la communauté de la recherche n’ait jamais connu, et aussi bien l’intégrité de la recherche que les communautés d’experts risquent d’être laissés de côté.
 »
L’élargissement des discussions sur l’intégrité scientifique a entraîné une plus forte implication des représentants et des institutions politiques, au-delà des comités scientifiques spécialisés et des bailleurs de fonds. En 2021, le gouvernement français a adopté un décret sur l’intégrité scientifique appelant à généraliser les pratiques de science ouverte.

#### Ouvrages et thèses
- Charles Babbage, Reflections on the Decline of Science in England: And on Some of Its Causes, by Charles Babbage (1830). To which is Added On the Alleged Decline of Science in England, by a Foreigner (Gerard Moll) with a Foreword by Michael Faraday (1831)., B. Fellowes, 1830
- Nicolas Chevassus-au-Louis, Malscience. De la fraude dans les labos. Seuil, 2016  (ISBN 978-2021175950)
- Robert K. Merton, The Sociology of Science: Theoretical and Empirical Investigations, University of Chicago Press, 1973 (ISBN 978-0-226-52092-6)
- William J. Broad et Nicholas Wade, Betrayers of the Truth, Simon and Schuster, 1983 (ISBN 978-0-671-44769-4)
- Peter Suber, Open Access, Cambridge, Mass, The MIT Press, 20 juillet 2012 (ISBN 978-0-262-51763-8)
- Thierry Martin (dir.), Éthique de la recherche et risques humains, Besançon, Presses universitaires de Franche-Comté, coll. « Les Cahiers de la MSHE Ledoux », 2014 (ISBN 978-2-84867-806-1, DOI 10.4000/books.pufc.23412 , lire en ligne)
- Bernard Rentier, Open Science, the challenge of transparency, Académie royale de Belgique, 8 mars 2019
- Research Ethics, Routledge, 15 mai 2017 (ISBN 978-1-351-90400-1)

#### Rapports
- Gerhard Pauly, OSCAR open science code of conduct, Fraunhofer-Gesellschaft zur Förderung der Angewandten Forschung e.V., 2021
- M Pierre Henriet et M Pierre Ouzoulias, Promouvoir et protéger une culture partagée de l'intégrité scientifique, Assemblée nationale, 2021

#### Articles
- Patricia K. Woolf, « Deception in Scientific Research », Jurimetrics, vol. 29, no 1,‎ 1988, p. 67–95 (ISSN 0897-1277, PMID 11654908, JSTOR 29762108, lire en ligne, consulté le 12 février 2022)
- Dasgupta Partha et Paul A. David, « Toward a new economics of science », Research Policy, vol. 23, no 5,‎ 1er septembre 1994, p. 487–521 (ISSN 0048-7333, DOI 10.1016/0048-7333(94)01002-1, lire en ligne, consulté le 18 avril 2022)
- Kenneth D. Pimple, « Six domains of research ethics », Science and Engineering Ethics, vol. 8, no 2,‎ 1er juin 2002, p. 191–205 (ISSN 1471-5546, PMID 12092490, DOI 10.1007/s11948-002-0018-1, S2CID 25084326, lire en ligne, consulté le 19 février 2022)
- Caroline Whitbeck, « Trust and the Future of Research », Physics Today, vol. 57, no 11,‎ 2004, p. 48–53 (ISSN 0031-9228, DOI 10.1063/1.1839377, Bibcode 2004PhT....57k..48W, lire en ligne, consulté le 12 février 2022)
- John P. A. Ioannidis, « Why Most Published Research Findings Are False », PLOS Medicine, vol. 2, no 8,‎ 2005, –124 (ISSN 1549-1676, PMID 16060722, PMCID 1182327, DOI 10.1371/journal.pmed.0020124 )
- Brian Rappert, « Codes of conduct and biological weapons: an in-process assessment », Biosecurity and Bioterrorism: Biodefense Strategy, Practice, and Science, vol. 5, no 2,‎ 2007, p. 145–154 (ISSN 1538-7135, PMID 17608600, DOI 10.1089/bsp.2007.0003, hdl 10036/32132 )
- Paul A. David, « The Historical Origins of 'Open Science': An Essay on Patronage, Reputation and Common Agency Contracting in the Scientific Revolution », Capitalism and Society, vol. 3, no 2,‎ 24 octobre 2008 (ISSN 1932-0213, DOI 10.2202/1932-0213.1040, S2CID 41478207, lire en ligne, consulté le 11 novembre 2021)
- Daan Schuurbiers, Patricia Osseweijer et Julian Kinderlerer, « Implementing the Netherlands code of conduct for scientific practice-a case study », Science and Engineering Ethics, vol. 15, no 2,‎ 2009, p. 213–231 (ISSN 1353-3452, PMID 19156537, DOI 10.1007/s11948-009-9114-9 )
- Daniele Fanelli, « How Many Scientists Fabricate and Falsify Research? A Systematic Review and Meta-Analysis of Survey Data », PLOS ONE, vol. 4, no 5,‎ 2009, –5738 (ISSN 1932-6203, PMID 19478950, PMCID 2685008, DOI 10.1371/journal.pone.0005738 , Bibcode 2009PLoSO...4.5738F)
- Leslie K. John, George Loewenstein et Drazen Prelec, « Measuring the Prevalence of Questionable Research Practices With Incentives for Truth Telling », Psychological Science, vol. 23, no 5,‎ 1er mai 2012, p. 524–532 (ISSN 0956-7976, PMID 22508865, DOI 10.1177/0956797611430953, S2CID 8400625, lire en ligne, consulté le 13 septembre 2022)
- Paavo Löppönen et Eero Vuorio, « Tutkimusetiikka Suomessa 1980-luvulta tähän päivään », Tieteessä tapahtuu, vol. 31, no 1,‎ 21 février 2013 (ISSN 1239-6540, lire en ligne, consulté le 12 février 2022)
- David B. Resnik, Lisa M. Rasmussen et Grace E. Kissling, « An International Study of Research Misconduct Policies », Accountability in Research, vol. 22, no 5,‎ 3 septembre 2015, p. 249–266 (ISSN 0898-9621, PMID 25928177, PMCID 4449617, DOI 10.1080/08989621.2014.958218, lire en ligne, consulté le 11 novembre 2021)
- Vincent Giorgini, Jensen T. Mecca, Carter Gibson, Kelsey Medeiros, Michael D. Mumford, Shane Connelly et Lynn D. Devenport, « Researcher Perceptions of Ethical Guidelines and Codes of Conduct », Accountability in Research, vol. 22, no 3,‎ 2015, p. 123–138 (ISSN 0898-9621, PMID 25635845, PMCID 4313573, DOI 10.1080/08989621.2014.955607, lire en ligne, consulté le 13 février 2022)
- B. A. Nosek, G. Alter, G. C. Banks, D. Borsboom, S. D. Bowman, S. J. Breckler, S. Buck, C. D. Chambers, G. Chin, G. Christensen, M. Contestabile, A. Dafoe, E. Eich, J. Freese, R. Glennerster, D. Goroff, D. P. Green, B. Hesse, M. Humphreys, J. Ishiyama, D. Karlan, A. Kraut, A. Lupia, P. Mabry, T. Madon, N. Malhotra, E. Mayo-Wilson, M. McNutt, E. Miguel, E. Levy Paluck, U. Simonsohn, C. Soderberg, B. A. Spellman, J. Turitto, G. VandenBos, S. Vazire, E. J. Wagenmakers, R. Wilson et T. Yarkoni, « Promoting an open research culture », Science, vol. 348, no 6242,‎ 26 juin 2015, p. 1422–1425 (ISSN 0036-8075, PMID 26113702, PMCID 4550299, DOI 10.1126/science.aab2374, Bibcode 2015Sci...348.1422N)
- Jelte M. Wicherts, Coosje L. S. Veldkamp, Hilde E. M. Augusteijn, Marjan Bakker, Robbie C. M. van Aert et Marcel A. L. M. van Assen, « Degrees of Freedom in Planning, Running, Analyzing, and Reporting Psychological Studies: A Checklist to Avoid p-Hacking », Frontiers in Psychology, vol. 7,‎ 2016, p. 1832 (ISSN 1664-1078, PMID 27933012, PMCID 5122713, DOI 10.3389/fpsyg.2016.01832 )
- Monya Baker, « 1,500 scientists lift the lid on reproducibility », Nature News, vol. 533, no 7604,‎ 26 mai 2016, p. 452–454 (PMID 27225100, DOI 10.1038/533452a, Bibcode 2016Natur.533..452B, lire en ligne, consulté le 8 février 2020)
- David B. Resnik et Adil E. Shamoo, « Reproducibility and Research Integrity », Accountability in Research, vol. 24, no 2,‎ 2017, p. 116–123 (ISSN 0898-9621, PMID 27820655, PMCID 5244822, DOI 10.1080/08989621.2016.1257387)
- Hannah Fraser, Tim Parker, Shinichi Nakagawa, Ashley Barnett et Fiona Fidler, « Questionable research practices in ecology and evolution », PLOS ONE, vol. 13, no 7,‎ 2018, –0200303 (ISSN 1932-6203, PMID 30011289, PMCID 6047784, DOI 10.1371/journal.pone.0200303 , Bibcode 2018PLoSO..1300303F)
- Ruben Vicente-Saez et Clara Martinez-Fuentes, « Open Science now: A systematic literature review for an integrated definition », Journal of Business Research, vol. 88,‎ 1er juillet 2018, p. 428–436 (ISSN 0148-2963, DOI 10.1016/j.jbusres.2017.12.043, S2CID 158229869, lire en ligne, consulté le 18 avril 2022)
- Heidi Laine, « Open science and codes of conduct on research integrity », Informaatiotutkimus, vol. 37, no 4,‎ 31 décembre 2018 (ISSN 1797-9129, DOI 10.23978/inf.77414 , lire en ligne, consulté le 11 novembre 2021)
- Daniele Fanelli, « Opinion: Is science really facing a reproducibility crisis, and do we need it to? », Proceedings of the National Academy of Sciences, vol. 115, no 11,‎ 13 mars 2018, p. 2628–2631 (ISSN 0027-8424, PMID 29531051, PMCID 5856498, DOI 10.1073/pnas.1708272114 )
- Giorgio Mion, Angela Broglia et Angelo Bonfanti, « Do Codes of Ethics Reveal a University's Commitment to Sustainable Development? Evidence from Italy », Sustainability, vol. 11, no 4,‎ 2019, p. 1134 (ISSN 2071-1050, DOI 10.3390/su11041134 )
- David Moher, Lex Bouter, Sabine Kleinert, Paul Glasziou, Mai Har Sham, Virginia Barbour, Anne-Marie Coriat, Nicole Foeger et Ulrich Dirnagl, « The Hong Kong Principles for assessing researchers: Fostering research integrity », PLOS Biology, vol. 18, no 7,‎ 2020, –3000737 (ISSN 1545-7885, PMID 32673304, PMCID 7365391, DOI 10.1371/journal.pbio.3000737 )
- Ruben Vicente-Saez, Robin Gustafsson et Lieve Van den Brande, « The dawn of an open exploration era: Emergent principles and practices of open science and innovation of university research teams in a digital world », Technological Forecasting and Social Change, vol. 156,‎ 1er juillet 2020, p. 120037 (ISSN 0040-1625, DOI 10.1016/j.techfore.2020.120037 )
- Lex Bouter, « What Research Institutions Can Do to Foster Research Integrity », Science and Engineering Ethics, vol. 26, no 4,‎ 1er août 2020, p. 2363–2369 (ISSN 1471-5546, PMID 31965429, PMCID 7417389, DOI 10.1007/s11948-020-00178-5, lire en ligne, consulté le 14 février 2022)
- David Moher, Lex Bouter, Sabine Kleinert, Paul Glasziou, Mai Har Sham, Virginia Barbour, Anne-Marie Coriat, Nicole Foeger et Ulrich Dirnagl, « The Hong Kong Principles for assessing researchers: Fostering research integrity », PLOS Biology, vol. 18, no 7,‎ 2020, –3000737 (ISSN 1545-7885, PMID 32673304, PMCID 7365391, DOI 10.1371/journal.pbio.3000737 )
- Gowri Gopalakrishna, Gerben ter Riet, Gerko Vink, Ineke Stoop, Jelte Wicherts et Lex Bouter « Prevalence of questionable research practices, research misconduct and their potential explanatory factors: a survey among academic researchers in The Netherlands » (6 juillet 2021)  (lire en ligne, consulté le 18 février 2022)

#### Autres sources
- « Public and Scientists' Views on Science and Society », Pew Research Center Science & Society, 29 janvier 2015 (consulté le 11 novembre 2021)